# Conon le Mythographe
Pour les articles homonymes, voir Conon.
 (avril 2017).
Si vous disposez d'ouvrages ou d'articles de référence ou si vous connaissez des sites web de qualité traitant du thème abordé ici, merci de compléter l'article en donnant les références utiles à sa vérifiabilité et en les liant à la section « Notes et références ».
Conon (en grec ancien Κόνων / Kónôn) est un mythographe grec contemporain de l'empereur Auguste. Il est l'auteur d'un ouvrage intitulé Διηγήσεις / Diêgêseis (littéralement « Récits »), plus connu sous le titre latin de Narrationes (francisé en Narrations). Dédié au roi Archélaos de Cappadoce, ce recueil est aujourd'hui perdu, mais fait l'objet du codex 186 de la Bibliothèque de Photius, où les cinquante récits qu'il contenait sont résumés. Il s'agit de légendes mythologiques en rapport notamment avec des fondations de cités.
D'autres auteurs antiques plus tardifs parlent d'érudits nommés Conon ayant écrit sur d'autres sujets, mais on ignore s'il s'agit du même : Flavius Josèphe, dans le Contre Apion, mentionne un Conon qui avait écrit sur l'histoire des Juifs ; Dion de Pruse évoque un rhéteur nommé Conon (Disc. XVIII) ; Servius cite un Conon dans son commentaire au septième livre de l'Énéide.